# Parafomoria pseudocistivora
Parafomoria pseudocistivora is een vlinder uit de familie dwergmineermotten (Nepticulidae). De wetenschappelijke naam is voor het eerst geldig gepubliceerd in 1983 door van Nieukerken.
De soort komt voor in Europa.